# 博爾蘇基 (特諾皮爾州)
49°53′26″N 25°59′0″E / 49.89056°N 25.98333°E

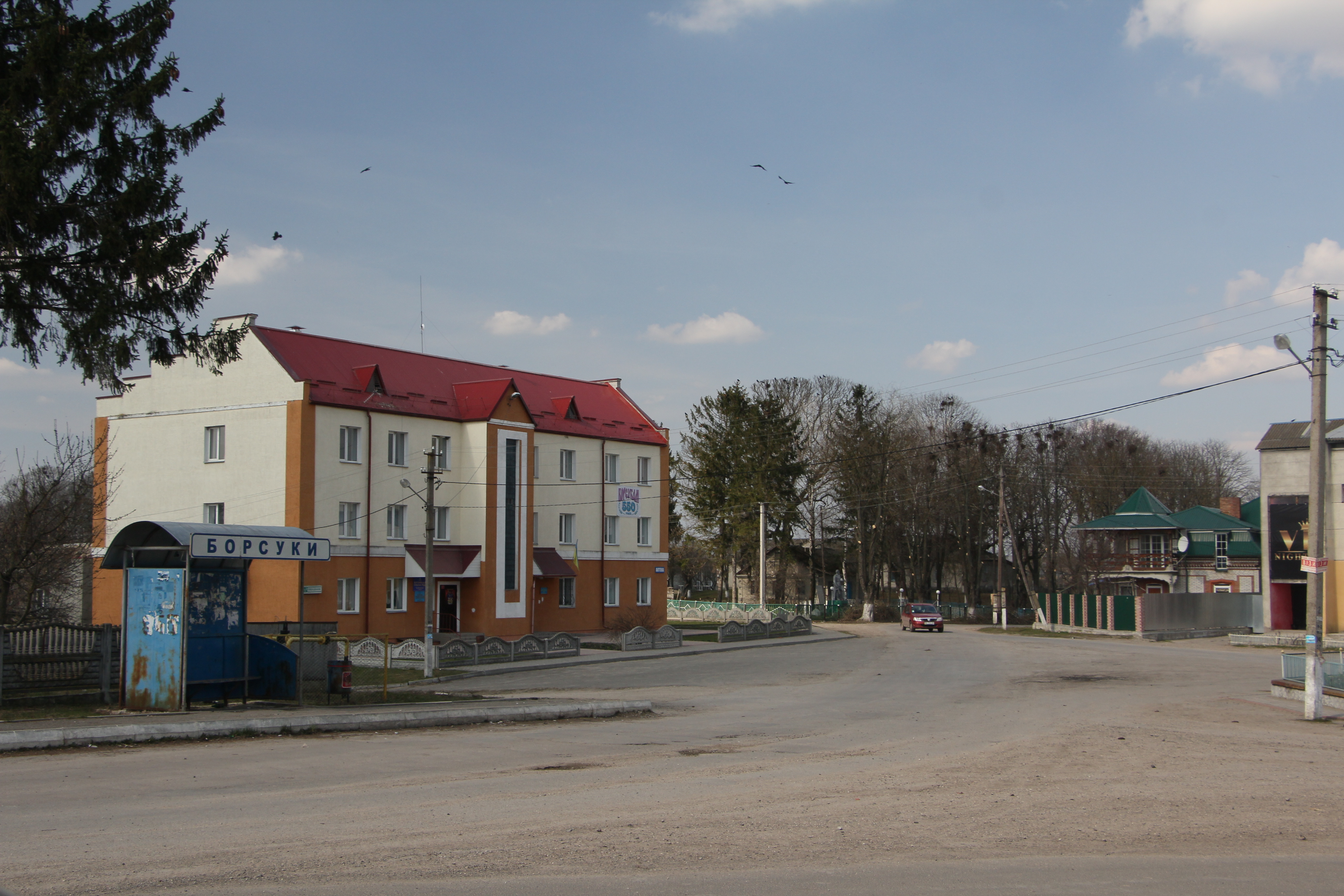

博爾蘇基（羅馬化：Borsuky）是烏克蘭的村落，位於該國西部捷爾諾波爾州，由克列梅涅茨區負責管轄，始建於1463年，面積2.04平方公里，2001年人口966，人口密度每平方公里474人。